# Carlos Turcato
Carlos Turcato fue un futbolista argentino. Como jugador, ganó el título de liga en la temporada 1954-1955 al lado del guardameta argentino Nelson Festa, Guillermo Ortiz Camargo, José Antonio Roca, Raúl Cárdenas, Héctor Ortiz, Fernando López Pastrana, Antonio Jasso, Carlos Lara y Ernesto Candia. Fue director técnico del Atlético Potosino, el Atlético Español y del Club Zacatepec, equipo que a pesar de sus esfuerzos no pudo lograr su permanencia en la Primera división mexicana en la temporada 1976-1977. 